# Alpha Centauri or Die!
Alpha Centauri or Die! (cu sensul de Alfa Centauri sau moarte!) este un roman științifico-fantastic al scriitorului american Leigh Brackett, publicat prima dată în 1963 de Ace Books.

## Rezumat
În viitor, zborurile interstelare cu echipaj uman vor fi interzise, fiind permise doar navele spațiale robotizate ale guvernului. Încercând să scape de regim, Kirby, un fost pilot de navă stelară, și soția sa, Shari, construiesc „Arca lui Marte”, o navă cargo reamenajată numită Lucy B. Davenport, și împreună cu echipajul lor pornesc spre o planetă locuibilă din jurul lui Alfa Centauri. 
Aceștia trec prin blocadele guvernamentale și înving în luptă o navă robotică de urmărire, înainte de a porni într-o călătorie de cinci ani către noua planetă. Totuși, după ce ajung acolo, încep să realizeze că nu sunt singuri…

## Publicare
Romanul este un fix-up a două povestiri scurte anterioare, „Arca lui Marte” ("The Ark of Mars") (publicată pentru prima dată în numărul din septembrie 1953 al revistei Planet Stories) și „Teleportarea lui Alfa C” ("Teleportress of Alpha C") (publicată pentru prima dată în ediția de iarnă a Planet Stories din 1954-1955). Prima publicare a romanului a fost în ediția dublă Ace Double F-187 împreună cu Legenda Pământului Pierdut (Legend of Lost Earth) de G. McDonald Wallis.

## Influență și recepție
Recenzia lui Rich Horton a fost mixtă. El a simțit că romanul nu provoacă „frisonul imaginilor fantastice în stilul lui Dunsany care a inspirat atât de multe capodopere”, concluzionând că romanul „este mediocru, într-adevăr, cu toate că Brackett nu este niciodată necitibil, iar mie mi-a plăcut cartea”.